# Красноармейская улица (Ялта)
Красноармейская улица — улица в Ялте. Проходит от моста через реку Водопадная до улицы Сеченова.
По улице был проложен маршрут троллейбуса

## История
Первоначальное название — Суворовская.
С установлением советской власти улица получила новое название в честь вооружённых сил страны — Красной Армии.
В 1970 году в д. 5 по улице был открыт музей писателя Н. 3. Бирюкова (1912—1966).
В 1971 году открыта средняя школа № 2

## Достопримечательности
д. 1, корп. 2
д. 2/28 — бывший дом Раве
д. 5 — Дом-музей Н. 3. Бирюкова (1959, архитектор З. Т. Перемиловский)  Объект культурного наследия народов РФ регионального значения. Рег. № 911710989650005 (ЕГРОКН)
Стадион «Авангард»

## Известные жители
д. 5 — писатель Н. 3. Бирюков